# Big Sky (serie televisiva 2020)
Big Sky è una serie tv thriller poliziesca statunitense creata da David E. Kelley e basata sul romanzo The Highway di C. J. Box. La prima puntata della serie è uscita negli Stati Uniti su ABC il 17 novembre 2020.
In Italia la serie è arrivata su Disney+ come Star Original dal 23 febbraio 2021.

## Trama
Gli investigatori privati Cassie Dewell e Cody Hoyt uniscono le forze con l'ex moglie di quest'ultimo, nonché ex poliziotta, Jenny Hoyt per cercare due sorelle che sono state rapite da un camionista in un'autostrada del Montana. Ma quando scoprono che le due sorelle non sono le uniche ragazze scomparse nella zona, devono correre contro il tempo per fermare l'uomo prima che rapisca qualche altra ragazza.

## Episodi
| Stagione         | Episodi | Prima TV USA | Prima TV Italia |
| ---------------- | ------- | ------------ | --------------- |
| Prima stagione   | 16      | 2020-2021    | 2021            |
| Seconda stagione | 18      | 2021-2022    | 2022            |
| Terza stagione   | 13      | 2022-2023    | 2022-2023       |

## Personaggi ed interpreti

### Personaggi principali
- Jenny Hoyt, interpretata da Katheryn Winnick, doppiata da Francesca Manicone.
- Cassie Dewell, interpretata da Kylie Bunbury, doppiata da Erica Necci.
- Ronald Pergman, interpretato da Brian Geraghty, doppiato da Emiliano Coltorti.
- Helen Pergman, interpretata da Valerie Mahaffey, doppiata da Roberta Paladini.
- Denise Brisbane, interpretata da Dedee Pfeiffer, doppiata da Giò Giò Rapattoni.
- Danielle Sullivan, interpretata da Natalie Alyn Lind, doppiata da Margherita De Risi.
- Jerrie Kennedy, interpretata da Jesse James Keitel, doppiata da Leonardo Graziano.
- Grace Sullivan, interpretata da Jade Pettyjohn, doppiata da Joy Saltarelli.
- Rick Legarski, interpretato da John Carroll Lynch, doppiato da Paolo Marchese.
- Cody Hoyt, interpretato da Ryan Phillippe, doppiato da Marco Vivio.
- Beau Arlen, interpretato da Jensen Ackles, doppiato da Andrea Mete.

### Personaggi ricorrenti
- Merrilee Legarski, interpretata da Brooke Smith, doppiata da Claudia Razzi.
- Justin Hoyt, interpretato da Gage Marsh, doppiato da Alex Polidori.
- Joseph Dewell, interpretato da Jeffrey Joseph.
- Kai Dewell, interpretato da Gabriel Jacob-Cross.
- Sceriffo Walter Tubb, interpretato da Patrick Gallagher.
- Joanie Sullivan, interpretata da Camille Sullivan, doppiata da Daniela Calò.
- Robert Sullivan, interpretato da Chad Willett.
- Elena Sosa, interpretata da Sharon Taylor.
- Penelope Denesuk, interpretata da Karin Konoval.

## Produzione
Nel gennaio 2020 ABC ordina una serie televisiva basata sul romanzo The Highway di C. J. Box e sviluppata da David E. Kelley con il titolo provvisorio The Big Sky. La serie è prodotta da David E. Kelley Productions, A+E Studios e 20th Television. Kelley e Ross Fineman sono i produttori esecutivi, insieme a Box, Matthew Gross e Paul McGuigan. Il 7 dicembre 2020, la ABC ha ordinato altri 6 episodi portando il numero totale di episodi per la prima stagione a 16.

### Distribuzione in Italia
A gennaio 2021 viene annunciato che la serie sarebbe arrivata su Disney+ come Star Original dal 23 febbraio successivo. Il 13 febbraio 2021 viene pubblicato il primo trailer italiano della serie.
Dopo la pubblicazione dei primi due episodi il 23 febbraio, viene distribuito un episodio a settimana, per un totale di 16 episodi.
- Doppiaggio Italiano: CDC Sefit Group / SDI Media Italia Srl Roma
- Sonorizzazione: CDC Sefit Group
- Dialoghi Italiani: Cristina Boraschi,
Laura Cosenza
- Direzione del Doppiaggio: Laura
Boccanera
- Assistente al Doppiaggio: Alessia
Ciccorelli
- Fonico di Mix: Marcantonio Infascelli